# جوريس كرونبيرغس
جوريس كرونبيرغس (1946 - 2020)، هو شاعر ومترجم لاتفياني وسويدي.
ولد يوم 9 أغسطس 1946 في ستوكهولم وُلد في عائلة الرسام رودولفز كرونبرجس في ستوكهولم. كتب الشعر باللاتفية والسويدية. ترجم الأدب اللاتفي إلى اللغة السويدية والأدب السويدي إلى اللغة اللاتفية. في التسعينات من القرن العشرين عمل ملحقاً ثقافياً في سفارة لاتفيا في ستوكهولم.
في عام 1998 حصل على وسام «النجوم الثلاثة، وفي عام 2007 حصل على جائزة أدب العام لمساهمة مدى الحياة في الأدب اللاتفي، في عام 2016 حصل على جائزة «الشعر» على مجموعته «على الشرفة / ولكن إذا كان كل الوقت...».
توفي يوم 6 يوليو 2020 في ستوكهولم.